# Nazionale maschile di pallacanestro di São Tomé e Príncipe
La nazionale di pallacanestro di São Tomé e Príncipe è la rappresentativa cestistica di São Tomé e Príncipe ed è posta sotto l'egida della Federazione cestistica di São Tomé e Príncipe.